# Tephritis neesii
Tephritis neesii är en tvåvingeart som först beskrevs av Johann Wilhelm Meigen 1830.

## Taxonomi
Tephritis neesii ingår i släktet Tephritis och familjen borrflugor.

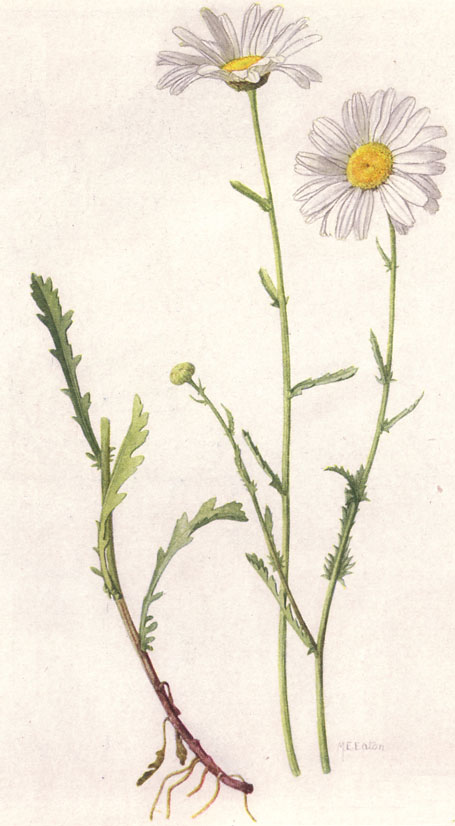
Prästkrage, värdväxten för Tephritis neesii

## Utbredning
Arten finns i stora delar av Europa, däribland Sverige.

## Bilder

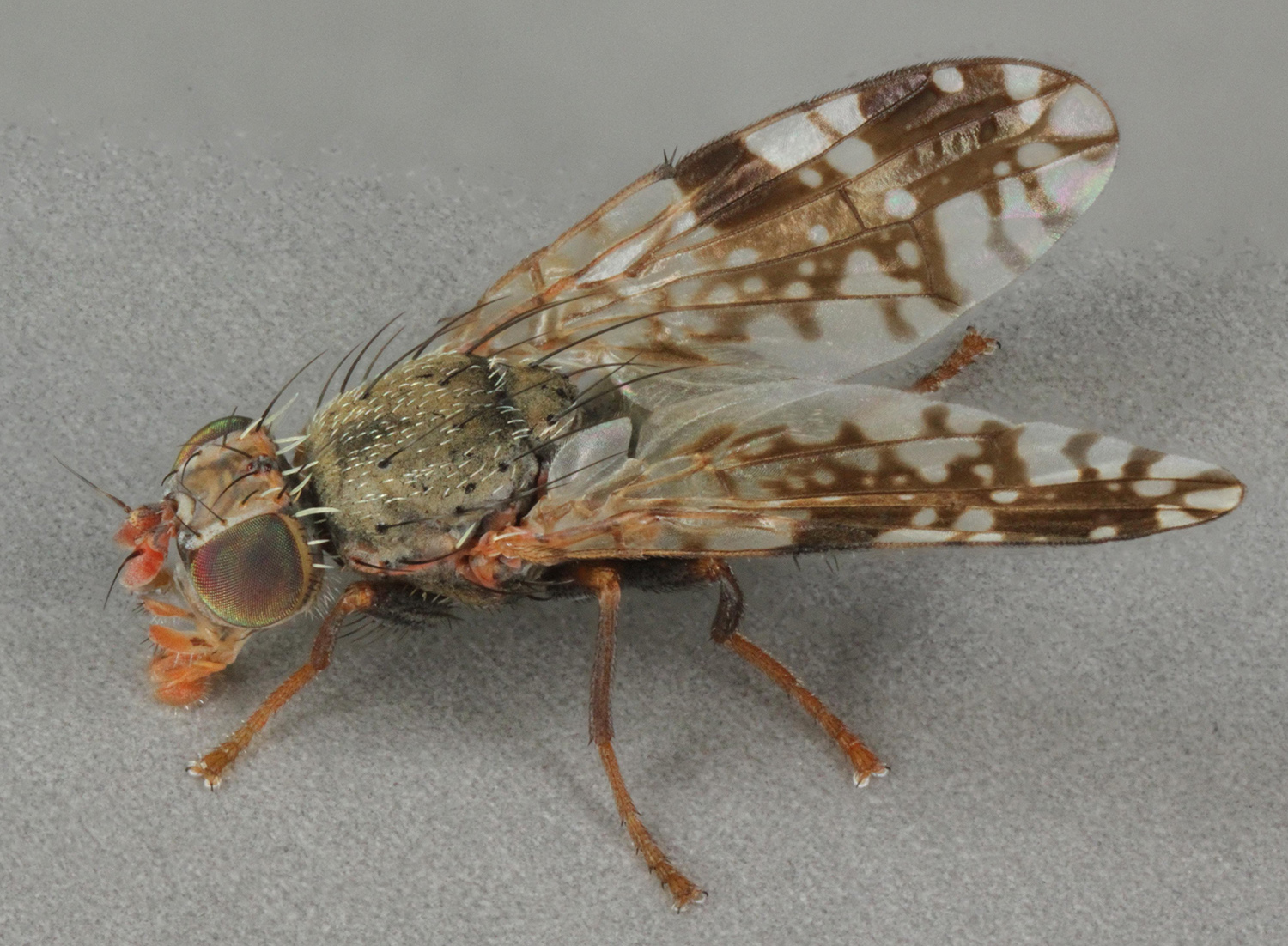
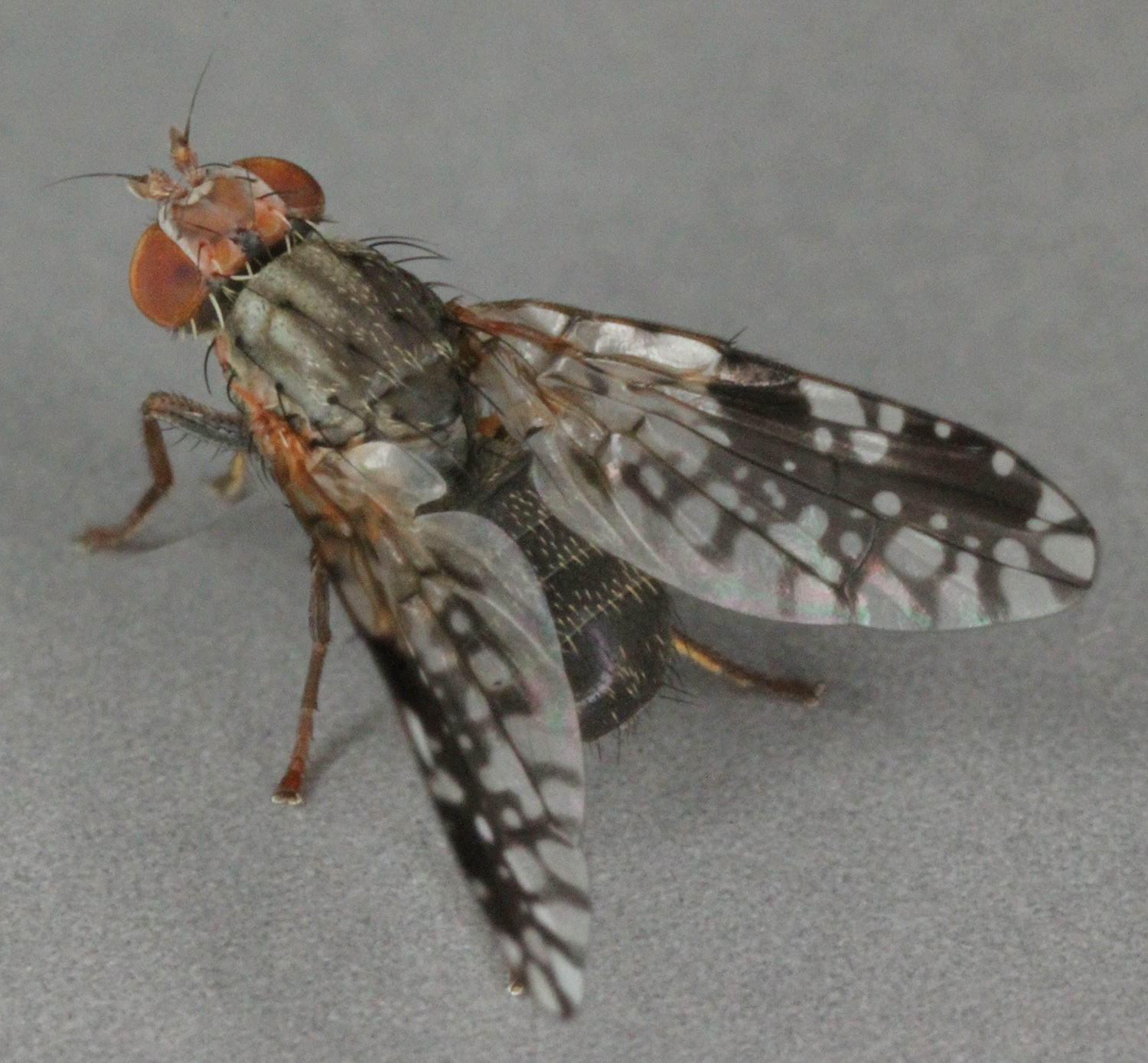
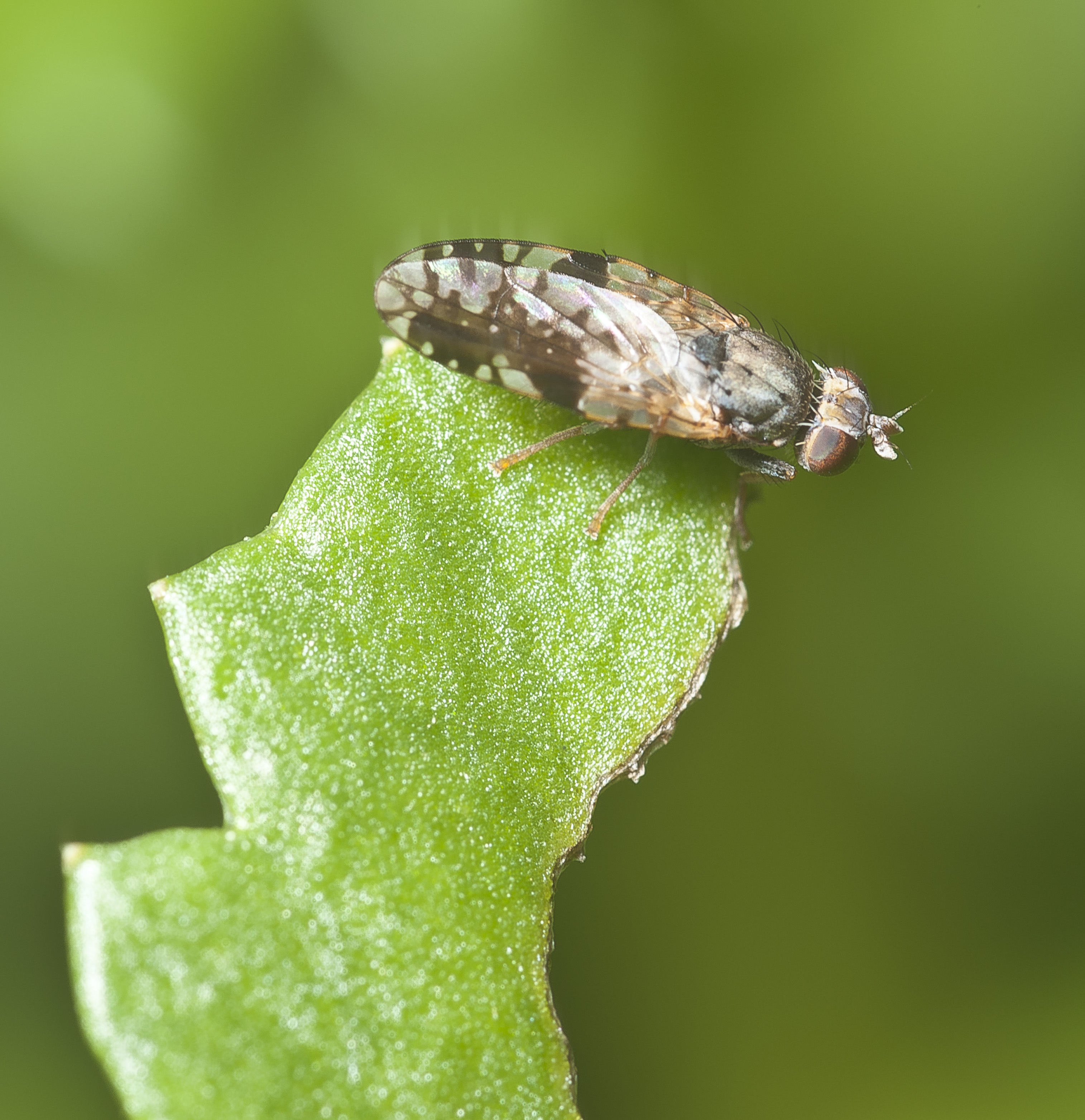
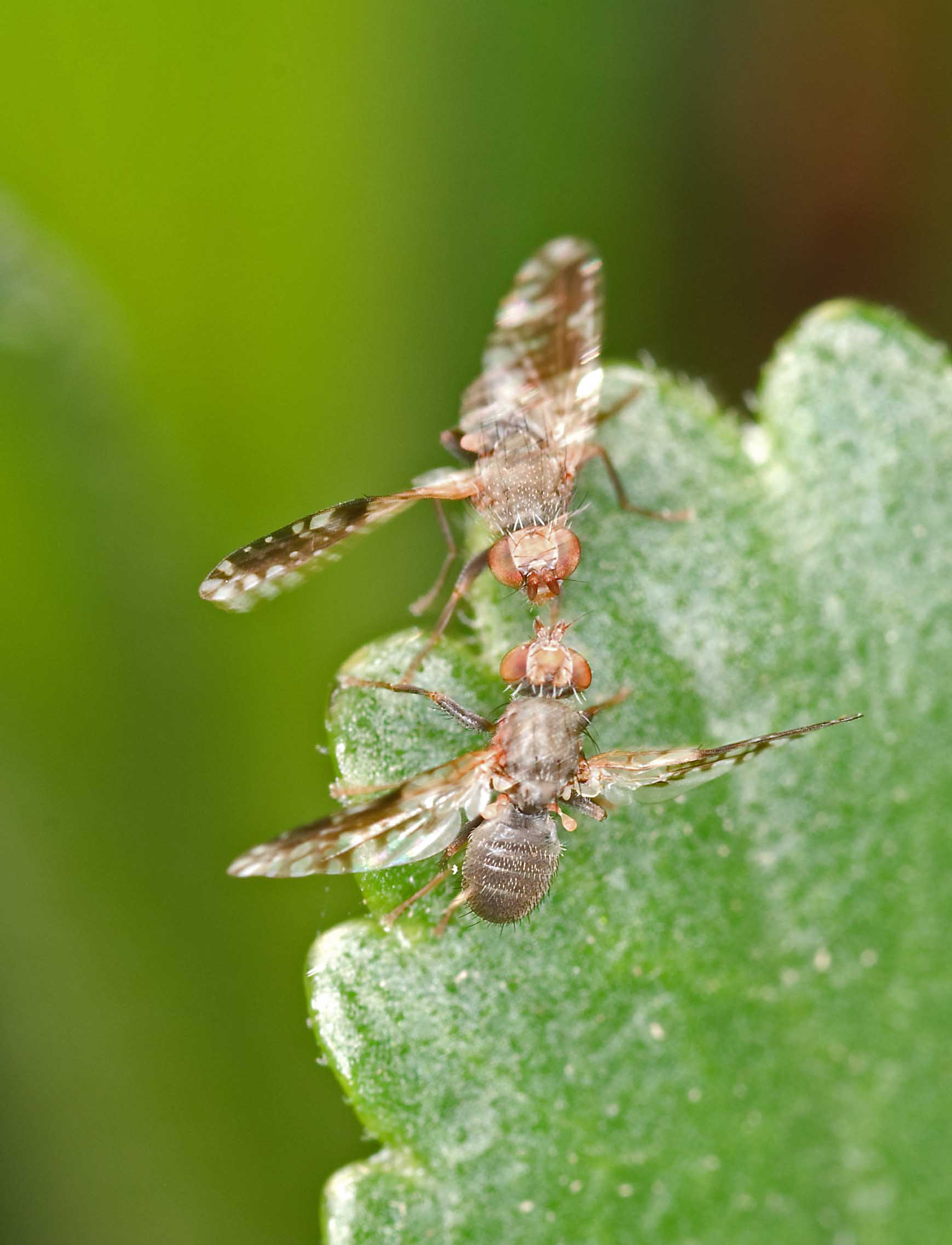